# モンテルカスト
モンテルカスト（Montelukast）は、ロイコトリエン阻害薬（LTRA）であり、主に気管支喘息や季節性アレルギー疾患の諸症状の治療に用いられる。錠剤、チュアブル錠（噛み砕く錠剤）、細粒の3製剤があり、1日1回の経口投与で用いられる。日本では商品名シングレア(MSD)、キプレス（杏林製薬）の2ブランドと、後発品も多数販売。

## 作用機序
モンテルカストは肺および気管支に発現しているシステイニルロイコトリエン受容体1（CysLT1）を阻害し、ロイコトリエンD4（およびC4、E4）の働きを妨げ、気管支収縮を抑制するとともに抗炎症作用を示す。この機序のため、急性の喘息発作には無効である。またテオフィリン等の他の喘息治療薬とは相互作用しない。
類薬にザフィルルカスト(Zafirlukast）、プランルカスト(Pranlukast)がある。ジレウトン(Zileuton)はエイコサノイド合成経路中の5-リポキシゲナーゼを阻害してロイコトリエン生合成を阻止する。

## 効能・効果
日本での適応は、錠剤5mg/10mgが「気管支喘息、アレルギー性鼻炎」、チュアブル錠5mgおよび細粒4mgが「気管支喘息」となっている。モンテルカストは、気管支喘息、運動誘発性気管支痙攣、アレルギー性鼻炎に有効である。成人においては、吸入ステロイドが充分奏効しない際に追加療法として用いられることが多い。
- ジェネリック医薬品。

## 副作用
重大な副作用は、
- アナフィラキシー、血管浮腫、
- 中毒性表皮壊死融解症（Toxic Epidermal Necrolysis：TEN）、皮膚粘膜眼症候群（スティーブンス・ジョンソン症候群）、多形紅斑(0.01%)、
- 劇症肝炎、肝炎、肝機能障害(0.01%)、黄疸、血小板減少

である。異常が認められた時には直ちに投与を中止し適切な処置を行う必要がある。その他胃腸障害、頭痛、睡眠障害、出血傾向、チャーグ・ストラウス症候群（好酸球性のアレルギー疾患で、副作用か如何か判らない）がある。

### FDA査察
2008年3月、米国FDAは、ロイコトリエン阻害薬と気分変調および自殺企図との関係を調査すると発表し、2009年6月には、ロイコトリエン阻害薬は精神神経学的副作用を発現すると結論した。治験時に明らかであった副作用は不眠のみであったが、製造販売後調査で自殺企図、興奮、攻撃行動、不安、悪夢、幻覚、抑うつ、易興奮性、不穏、振戦が認められた。2020年3月、FDAは、改めて、自殺念慮および行動などの精神症状を含む副作用について黒枠警告を出した。

## ロラタジンとの併用
米国でロラタジンとモンテルカストの合剤を開発する動きがあったが、FDAは季節性アレルギーに対して使用しても利益がないと判断し、2008年4月、不認可とした。